# Jean-François Lamour
Jean-François Lamour (* 2. února 1956, Paříž, Francie) je bývalý francouzský sportovní šermíř, který se specializoval na šerm šavlí.
Francii reprezentoval v sedmdesátých, osmdesátých a devadesátých letech. Na olympijských hrách startoval v roce 1980, 1984, 1988 a 1992 v soutěži jednotlivců a družstev. V soutěži jednotlivců získal na olympijských hrách v roce 1984 a 1988 zlatou olympijskou medaili a v roce 1992 přidal bronzovou olympijskou medaili. V roce 1987 získal titul mistra světa v soutěži jednotlivců. S francouzským družstvem šavlistů vybojoval stříbrnou (1984) a bronzovou (1992) olympijskou medaili a v roce 1987, 1989 obsadil s družstvem třetí místo na mistrovství světa.